# Zieleń (gromada)
Zieleń – dawna gromada, czyli najmniejsza jednostka podziału terytorialnego Polskiej Rzeczypospolitej Ludowej w latach 1954–1972.
Gromady, z gromadzkimi radami narodowymi (GRN) jako organami władzy najniższego stopnia na wsi, funkcjonowały od reformy reorganizującej administrację wiejską przeprowadzonej jesienią 1954 do momentu ich zniesienia z dniem 1 stycznia 1973, tym samym wypierając organizację gminną w latach 1954–1972.
Gromadę Zieleń z siedzibą GRN w Zieleniu utworzono – jako jedną z 8759 gromad na obszarze Polski – w powiecie wąbrzeskim w woj. bydgoskim, na mocy uchwały nr 24/16 WRN w Bydgoszczy z dnia 5 października 1954. W skład jednostki wszedł obszar dotychczasowej gromady Czystochleb wraz z osadą Wałyczyk z dotychczasowej gromady Wałycz oraz z obszarami należącymi do spółdzielni produkcyjnej "Front Narodowy" w Czystochlebiu (a leżącymi w miejscowości Nielub) z dotychczasowej gromady Łabędź ze zniesionej gminy Wąbrzeźno, obszar dotychczasowej gromady Małe Radowiska wraz z osadą Zaradowiska z dotychczasowej gromady Wielkie Radowiska ze zniesionej gminy Wielkie Radowiska oraz obszary dotychczasowych gromad Pływaczewo i Zieleń ze zniesionej gminy Kowalewo w tymże powiecie. Dla gromady ustalono 23 członków gromadzkiej rady narodowej.
1 stycznia 1958 z gromady Zieleń wyłączono miejscowości Czystochleb i Młynik, włączając je do nowo utworzonej gromady Wąbrzeźno.
1 stycznia 1972 gromadę Zieleń połączono z gromadą Wąbrzeźno, tworząc z ich obszarów gromadę Wąbrzeźno z siedzibą Gromadzkiej Rady Narodowej w Wąbrzeźnie w tymże powiecie (de facto gromadę Zieleń zniesiono, włączając jej obszar do gromady Wąbrzeźno).